# Rejon dubioński
Rejon dubioński (ros. Дубёнский район, erzja Тумобуе, moksza Дубёнкань аймак) – jednostka administracyjna wchodząca w skład Republiki Mordowii w Rosji.
Rejon położony jest w dolinie rzeki Czebierczinki. Na równinie zalewowej rzeki Sura znajduje się wiele jezior. Inne ważne rzeki tej części Mordowii to Sztyrma i Liasza. W granicach rejonu usytuowane są m.in. wsie: Dubionki (centrum administracyjne), Koczkurowo, Ardatowo, Jengałyczewo, Kabajewo, Krasino, Łomaty, Morga, Pietrowka, Powodimowo, Purkajewo, Czebierczino, Liwadka.

## Osoby związane z rejonem
- Iwan Siergiejewicz Triegubow (1930–1992) – radziecki hokeista, mistrz olimpijski i świata (1956), urodzony w Liwadce